# امنخلة (مكيراس)

تعديل مصدري - تعديل

امنخلة هي إحدى قرى عزلة مكيراس بمديرية مكيراس التابعة لمحافظة البيضاء، بلغ تعداد سكانها 87 نسمة حسب تعداد اليمن لعام 2004.